# Михайлівка (Первомайський район)
Миха́йлівка — село в Україні, у Врадіївській селищній громаді Первомайського району Миколаївської області. Населення становить 106 осіб.

## Населення
Згідно з переписом УРСР 1989 року чисельність наявного населення села становила 145 осіб, з яких 63 чоловіки та 82 жінки.
За переписом населення України 2001 року в селі мешкало 105 осіб.

### Мова
Розподіл населення за рідною мовою за даними перепису 2001 року:
| Мова       | Відсоток |
| ---------- | -------- |
| українська | 92,45 %  |
| молдовська | 6,60 %   |
| російська  | 0,94 %   |